# Вежбка-Дольна
Вежбка-Дольна (пол. Wierzbka Dolna, нім. Groß Vorbeck) — село в Польщі, у гміні Ґосьцино Колобжезького повіту Західнопоморського воєводства.